# 693 (numero)
Seicentonovantatré è il numero naturale dopo il 692 e prima del 694.

## Proprietà matematiche
- È un numero dispari.
- È un numero composto con 12 divisori: 1, 3, 7, 9, 11, 21, 33, 63, 77, 99, 231, 693. Poiché la somma dei suoi divisori (escluso il numero stesso) è 555 < 693 è un numero difettivo.
- È un numero fortunato.
- È un numero palindromo nel sistema di numerazione posizionale a base 6 (3113), in quello a base 13 (414), a base 15 (313) e in quello a base 32 (LL). In quest'ultima base è altresì un numero a cifra ripetuta.
- È un numero 21-gonale.
- È un numero congruente.
- È un numero malvagio.
- È parte delle terne pitagoriche (140, 693, 707), (176, 693, 715), (324, 693, 765), (480, 693, 843), (660, 693, 957), (693, 924, 1155), (693, 1176, 1365), (693, 2376, 2475), (693, 2924, 3005), (693, 3080, 3157), (693, 3780, 3843), (693, 4876, 4925), (693, 7260, 7293), (693, 8880, 8907), (693, 11424, 11445), (693, 21824, 21835), (693, 26676, 26685), (693, 34300, 34307), (693, 80040, 80043), (693, 240124, 240125).

## Astronomia
- 693 Zerbinetta è un asteroide della fascia principale del sistema solare.
- NGC 693 è una galassia spirale della costellazione dei Pesci.

## Astronautica
- Cosmos 693 è un satellite artificiale russo.